# Liste des principales forêts de France
Pour un article plus général, voir Forêt en France.

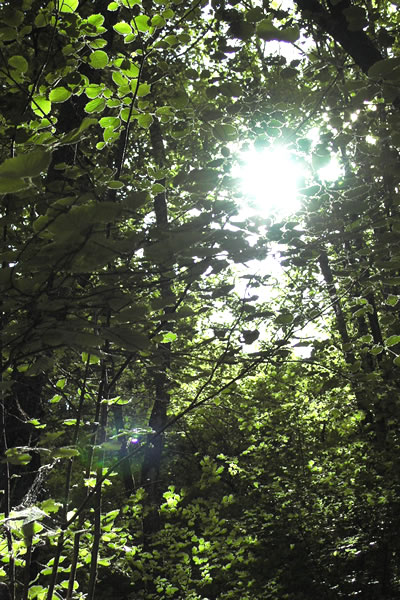
Forêt tempérée mixte en France.

La liste des principales forêts de France présente les massifs forestiers en France.

## Statistiques
En France métropolitaine, la surface couverte d'arbres s'étend sur un total 16,9 millions d’hectares (170 000 km2) (selon Agreste, 2004), mais l’Inventaire forestier national (IFN) comptait, en 2006, 13,8 millions d’hectares de « forêts de production et petits massifs », dont 8,7 millions d’ha pour les feuillus et 5,1 pour les résineux. Les forêts d'outre-mer sont situées principalement en Guyane (Amérique du Sud), qui est couverte par 7,5 millions d’hectares de forêt.
3,7 millions d’hectares bénéficient du régime forestier. 10,1 millions d’hectares sont propriétés privées. Deux tiers de la surface privée sont des propriétés de plus de 10 ha (0,1 km2) , les propriétés de plus de 25 ha (0,25 km2)  comptant pour 48 %. Le bocage et les arbres isolés reculent, mais le boisement de rente sur les zones de recul agricole augmente.

## Liste des principales forêts françaises au niveau national

### Outremer
- Forêt amazonienne (Guyane) : 74 500 km2
- Forêt du littoral (Guadeloupe) : 650 km2, dont 390 km2 domaniaux

### Métropole

#### Superficie supérieure à200km2
- Forêt des Landes (Landes, Gironde et Lot-et-Garonne) : 12 650 km2.
- Forêt du Vercors (Isère) : 1 250 km2
- Forêt d'Orléans (Loiret) : 500 km2
- Forêt de la Double (Dordogne) : 500 km2
- Massif forestier du Beaujolais (Rhône) : 450 km².
- Forêt de la Grande Chartreuse (Isère et Savoie) : 425 km2, dont 82 km2 domaniaux
- Forêt de Fontainebleau (Seine-et-Marne) : 250 km2
- Forêt de Rambouillet (220 km2)
- Forêt de Haguenau (Bas-Rhin) : 210 km2
- Forêt de Chaux (Jura) : 205 km2

#### Superficie de 100 à200km2
- Forêt d'Iraty (Pyrénées-Atlantiques) : 173 km2.
- Forêt d'Arc-en-Barrois (Haute-Marne) : 152 km2[2]
- Forêt de Darney (Vosges et Haute-Saône) : 150 km2
- Forêt du Mont-Aigoual (Lozère et Gard) : 150 km²
- Forêt de Compiègne (Oise) : 143 km2
- Forêt de Tronçais (Allier) : 130 km2
- Forêt de la Hardt (Haut-Rhin) : 130 km2
- Forêt de Haye (Meurthe-et-Moselle) : 110 km2
- Forêt de Mercoire (Lozère) : 110 km².
- Forêt domaniale de Lyons (Seine-Maritime et Eure) : 107 km²
- Forêt d'Horte (Charente) : 100 km2, en partie domaniale.
- Forêt du Haut-Vallespir (Pyrénées-Orientales) : 100 km2

#### Superficie de 40 à100km2
- Forêt de Mormal (Nord) : 91 km2
- Forêt du Sidobre (Tarn) : 88 km².
- Forêt de Bonnevaux (Isère) : 85 km2
- Forêt de Paimpont (Ille-et-Vilaine) : 80 km2
- Forêt de la Coubre (Charente-Maritime) : 79 km2, domaniale.
- Forêt de Fontfroide (Aude) : 77 km².
- Forêt des Bertranges (Nièvre) : 76 km2[3]
- Forêt de Moulière (Vienne) : 68 km2, en partie domaniale.
- Forêt de Bercé (Sarthe) : 54 km2 (domaniale)
- Forêt de Vierzon (Cher) : 53 km2 (domaniale)
- Forêt de Châteauroux (Indre) : 52 km2 (domaniale)
- Forêt de Perseigne (Sarthe) : 51 km2
- Forêt de la Lande (Charente-Maritime) : 50 km2.
- Forêt de Gérardmer (Vosges) : 48 km2
- Forêt du Gâvre (Loire-Atlantique) : 45 km2 (domaniale)
- Forêt de Boulogne (Loir-et-Cher) : 41 km2

## Liste des principales forêts françaises par régions

### Auvergne-Rhône-Alpes

#### Allier
- Forêt domaniale de l'Assise (6,5 km2)
- Forêt de Bagnolet (20 km2 dont 10 de forêt domaniale)
- Forêt des Colettes (20,4 km²), domaniale
- Forêt de Gros-Bois
- Forêt de Marigny
- Forêt de Tronçais (130 km2, en partie domaniale)
- Forêt de Dreuille (13,5 km2, domaniale)

#### Cantal
- Forêt domaniale de Murat (10,5 km²)
- Forêt du Lioran (15,5 km²)

#### Haute-Loire
- Forêt du Meygal (12 km2)

#### Puy de Dôme
- Bois de la Comté (9 km²)
- Forêt de Randan

#### Ain
- Forêt de Champfromier (16 km2).
- Forêt de Seillon (6 km²).

#### Ardèche
- Forêt de Banne (7,8 km2)
- Bois de Païolive (16,7 km²).
- Forêt de Taillard (30 km2)

#### Drôme
- Forêt du Vercors (1250 km²).
- Forêt de Saou (25 km²), en partie domaniale.

#### Isère
- Forêt domaniale des Blaches  (5,7 km2)
- Forêt de Bonnevaux (85 km²).
- Forêt de Chambaran (2,4 km²).
- Forêt de la Grande Chartreuse (83 km2, en partie domaniale).
- Forêt domaniale des Coulmes
- Forêt du Vercors (650 km2)
- Forêt de Saint-Hugon (7,9 km²)

#### Loire
- Forêt de Taillard (30 km²).

#### Rhône
- Massif forestier du Beaujolais (450 km²).

#### Savoie
- Forêt de Corsuet (1,15 km²).

### Bourgogne-Franche-Comté
- Forêt d'Arcy
- Forêt domaniale des Bertranges (≈100 km2).
- Forêt de Borne.
- Forêt de Champornot.
- Forêt de Châtillon (88 km2, de forêt domaniale et quelques bois privés et communaux).
- Forêt Chenue.
- Forêt de Cîteaux (35 km2).
- Forêt des Courgeonneries, forêt des Dames.
- Forêt de Donzy.
- Forêt de Flavigny.
- Forêt de Fontenay.
- Forêt domaniale de Lugny.
- Forêt des Minimes.
- Forêt domaniale de Pézanin (arboretum).
- Forêt de Saulieu.
- Forêt de Saint-Germain (Yonne).
- Forêt de Vauluisant, communément appelée forêt de Lancy (en partie domaniale).
- Forêt de Chailluz (17 km2).
- Forêt de Champlitte.
- Forêt de Chaux (205 km2, en partie domaniale).
- Forêt de Darney.
- Forêt de Faroz.
- Forêt des Hauts-Bois.
- Forêt de la Joux (27 km2, en partie domaniale).
- Forêt de Marchaux.
- Forêt du Massacre.
- Forêt du Risoux, franco-suisse.

### Bretagne
- Forêt de Paimpont (80 km2).
- Forêt de Carnoët (domaniale).
- Forêt de Chevré.
- Forêt de Coatloc'h (domaniale).
- Forêt de Coëtquen (domaniale).
- Forêt de la Corbière (domaniale).
- Forêt du Cranou.
- Forêt de Fougères (16 km2, en partie domaniale).
- Forêt de Fréau.
- Forêt de Saint-Aubin-du-Cormier ou de Haute-Sève (domaniale).
- Forêt de Huelgoat (6 km2, en partie domaniale).
- Forêt de Hunaudaye.
- Forêt de la Guerche (privé).
- Forêt de Lorge.
- Forêt du Mesnil (domaniale).
- Forêt du Pertre.
- Forêt de Rennes en Liffré ou de Sevailles (en partie domaniale).
- Forêt de Lanouée (32 km2 privé).
- Forêt des Landes de Lanvaux.
- Forêt de Quénécan.
- Forêt de Villecartier (domaniale).
- Forêt de Montauban-de-Bretagne (domaniale).

### Centre-Val de Loire
- Forêt d'Amboise
- Forêt domaniale de Blois (27 km²)
- Forêt de Boulogne (40 km2), en partie domaniale.
- Forêt de Bruadan.
- Parc de Chambord (54 km²)
- Forêt de Châteauneuf-en-Thymerais (17,4 km²), en partie domaniale.
- Forêt domaniale de Châteauroux (52 km²).
- Forêt de Chaumont
- Forêt de Cheverny.
- Forêt de Chinon (en partie domaniale).
- Forêt du Choussy.
- Forêt de Dreux (33 km²), en partie domaniale.
- Forêt de Gastines, célébrée par Ronsard[4].
- Forêt d'Ivoy.
- Forêt de Lamotte-Beuvron (20 km2), en partie domaniale.
- Forêt de Loches.
- Forêt de Moléans.
- Forêt de Montargis.
- Forêt de Montmirail.
- Forêt de Montrichard.
- Forêt d'Orléans (500 km2), en partie domaniale.
- Forêt de Preuilly.
- Forêt de Russy.
- Forêt de Saint-Palais.
- Forêt de Senonches (43 km2), en partie domaniale.
- Forêt de Vierzon (53 km²), domaniale.
- Forêt de Villandry.
- Forêt de Vouzeron.

### Corse
- Forêt d'Aïtone.
- Forêt de Bonifatu.
- Forêt de Calenzana-Moncale.
- Forêt de Chiavari.
- Forêt du Fango, forêt de Lucio.
- Forêt de Filosorma.
- Forêt de l'Onca.
- Forêt de L'Ospedale.
- Forêt de Tartagine-Melaja.
- Forêt de Tavignano.
- Forêt de Valdu Niellu.
- Forêt de Vizzavona (14 km2, en partie territoriale).
- Forêt de Zonza.

### Grand Est
- Forêt de la Hardt ou de la Harth (130 km2, en partie domaniale).
- Forêt du Donon (en partie domaniale).
- Forêt de Haguenau (210 km2, en partie domaniale).
- Forêt d'Obernai.
- Forêt de Nonnenbruch.
- Forêt de Sélestat-Illwald (15 km2).
- Bois des Fays.
- Bois des Montclaims.
- Forêt d'Arc-en-Barrois (100 km2, en partie domaniale).
- Forêt des Ardennes.
- Forêt de Bassican.
- Forêt de Clairvaux.
- Forêt de Corgebin.
- Forêt du Der.
- Forêt des Dhuits.
- Forêt de l'Étoile.
- Forêt de La Garenne.
- Forêt de la Montagne de Reims (190 km2).
- Forêt de Trois-Fontaines (51 km²).
- Forêt du Mont-Dieu.
- Forêt d'Orient (130 km2).
- Forêt d'Othe (155 km2).
- Forêt de Rumilly, forêt d'Aumont, forêt de Crogny, forêt de Cussangy, bois du Devois, bois de Chamois, bois du Hayet, l'ensemble est populairement nommé "Forêt de Chaource".
- Forêt du Temple.
- Forêt de Signy.
- Forêt du Val.
- Forêt domaniale d'Albestroff (Moselle).
- Forêt d'Argonne.
- Forêts domaniales d'Argonne.
- Forêt de Clérey-la-Côte.
- Forêt de Darney (80 km2, en partie domaniale).
- Forêt de Fénétrange (Moselle).
- Forêt de Gérardmer (48 km2, en partie domaniale).
- Forêt de Hanau.
- Forêt domaniale de Haute-Meurthe.
- Forêt de Haye (100 km2, en partie domaniale).
- Forêt domaniale de Humont.
- Forêt de Mouterhouse.
- Forêt domaniale de Moyeuvre.
- Forêt de Parroy.
- Forêts du P.N.R. Ballons des Vosges.
- Forêts du parc naturel régional des Vosges du Nord.
- Forêts de Rambervillers.
- Forêt de Puttelange (4.52 km²).
- Forêt de Saint-Quirin.
- Forêt domaniale de Sierck (13.00 km²).
- Forêt de Sommedieue.
- Forêt de Spincourt.
- Forêt de Verdun (95 km2, en partie domaniale).
- Forêt de Woëvre (15,4 km2 de forêt domaniale[5]).

### Guadeloupe
650 km2 (390 km2 de forêt domaniale).
- Forêt domaniale du Littoral.

### Guyane
- Forêt amazonienne (74 500 km2, principalement domaniale).

### Hauts-de-France

#### Nord
- Forêt domaniale de l'Abbé-Val-Joly (1 797 ha 76 a 44 ca).
- Forêt domaniale de Bois-l'Évêque (184 ha 92 a 14 ca[6])
- Forêt de Bon-Secours (478 ha 19 a 8 ca).
- Forêt domaniale de Cerfontaine (21 ha 72 a 20 ca).
- Forêt domaniale de Flines-les-Mortagne (244 ha 13 a 39 ca).
- Forêt domaniale de Fourmies (871 ha 15 a 24 ca).
- Forêt de Marchiennes (799 ha 67 a 89 ca).
- Forêt domaniale de Mormal (90 km2, dont 9 135 ha 91 a 15 ca domaniale) et « Mormal Défense » (35 ha 30 a 22 ca).
- Forêt domaniale de Nieppe (2 611 ha 49 a 98 ca).
- Forêt domaniale de Phalempin (674 ha 59 a 32 ca).
- Bois du Quesnoy
- Forêt de Raismes-Saint-Amand-Wallers (4 837 ha 72 a 5 ca).
- Forêt domaniale de la petite Vilette (64 ha 52 a 31 ca).

#### Pas-de-Calais
- Bois des Dames (Forêt de protection L 411.1 CF de 109 ha 7 a 38 ca).
- Forêt domaniale de Boulogne (2 024 ha 35 a 79 ca).
- Forêt domaniale de Desvres (1 137 ha 78 a 44 ca).
- Forêt d'Éperlecques (privée).
- Forêt domaniale de Guînes (803 ha 94 a 64 ca).
- forêt domaniale d'Hardelot (613 ha 27 a 29 ca).
- Forêt domaniale d'Olhain (290 ha 50 a 86 ca).
- Forêt domaniale d'Hesdin (1 014 ha, en partie domaniale).
- Forêt de Rihoult Clairmarais
- Forêt de Vimy (forêt de guerre : 185 ha).
- Bois d'Havrincourt (seule sa partie nord, incluant le château d'Havrincourt est dans le Pas-de-Calais, le sud étant en Picardie).
- Forêt domaniale de Côte d'Opale.
- Forêt domaniale de Marquenterre (456 ha 93 a 50 ca).
- Forêt domaniale de Tournehem (974 ha 29 a 39 ca).

#### Aisne
- Forêt d'Hirson, forêt de Saint-Michel.
- Forêt du Nouvion (forêt privée : 1 451 ha).
- Forêt du Régnaval (forêt privée : 1 065 ha).
- Forêt de Retz (13 000 ha, en partie domaniale).
- Forêt de Saint-Gobain (ancienne forêt de Voas) (8 470 ha).

#### Oise
- Forêt de Compiègne (14 500 ha, en partie domaniale).
- Massif des Trois Forêts :
  - Forêt de Chantilly (6 500 ha) (Institut de France).
  - Forêt d'Ermenonville (6 400 ha) (domaniale).
  - Forêt d'Halatte (6 200 ha) (domaniale).
- Forêt de Hez-Froidmont (2 800 ha).
- Forêt de Laigue (3 800 ha) (domaniale).
- Forêt d'Ourscamp-Carlepont (1 500 ha) (en partie domaniale).
- Forêt du Parc de Saint-Quentin (800 ha) (domaniale).
- Bois du Roi (3 269 ha)
- Forêt de Thelle (2 800 ha) (domaniale).

#### Somme
- Forêt de Crécy (4 300 ha) (domaniale).
- Forêt de Creuse (291 ha) (domaniale).
- Forêt de Beaucamps-le-Jeune (245 ha) (domaniale).
- Forêt de Lucheux (912,5 ha) (forêt privée).
- Bois de Frémontiers (241,2 ha) (EPCI Amiens-Métropole).
- Bois Magneux (33,8 ha) (EPCI Amiens-Métropole).
- Bois de Fau Timon (27,2 ha) (EPCI Amiens-Métropole).
- Forêt Hospitalière d'Amiens

### Île-de-France
- Bois de Boulogne (8,46 km2).
- Bois de la Brandelle.
- Bois de la Bucaille.
- Bois du Fresnoy.
- Bois de Lumigny.
- Bois de la Montagne.
- Bois de Morval (0,61 km2).

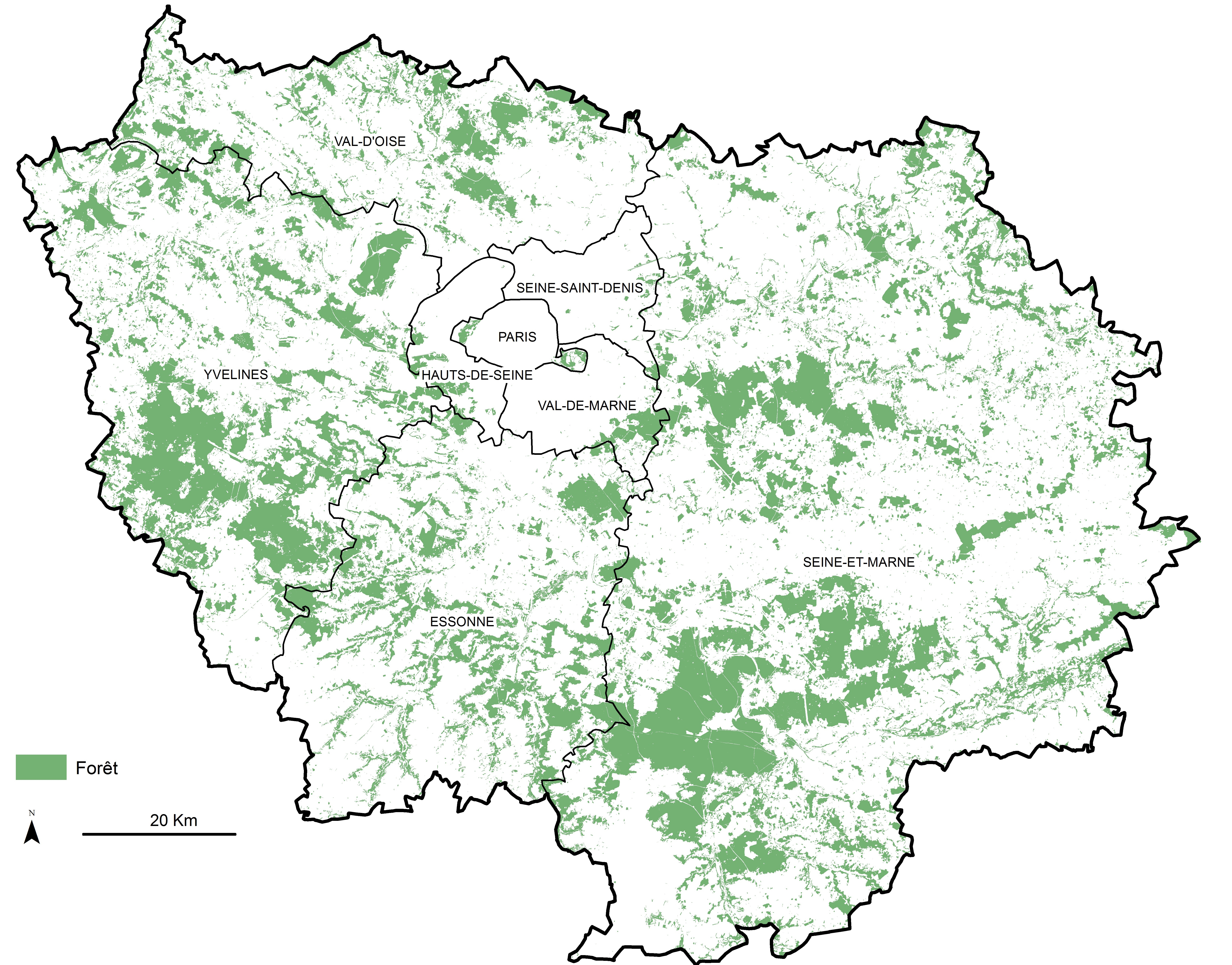
Espace forestier en Ile-de-France

- Bois de Saint-Germain-Laval (domanial).
- Bois Saint-Martin
- Bois de la Tour du Lay.
- Bois de Valence.
- Bois de Vilbert.
- Bois de Villiers.
- Bois de Vincennes (9,95 km2).
- Bois de Saint-Cucufa (ou forêt de Malmaison).
- Buisson de Massoury.
- Forêt des Alluets.
- Forêt d'Armainvilliers (14,52 km2).
- Forêt de Barbeau (3,90 km2, domaniale).
- Forêt de Bondy (1,70 km2, régionale).
- Forêt de Bréviande (régionale).
- Forêt de Brimbois (3,20 km2, domaniale).
- Forêt de Carnelle (9,75 km2).
- Forêt de Champagne (5,11 km2, domaniale).
- Forêt de Choqueuse (4,45 km2, domaniale).
- Forêt de Crécy (30 km2, en partie domaniale).
- Forêt de Coubert (3,75 km2, domaniale).
- Forêt de la Commanderie (domaniale)
- Forêt de Dourdan (15,82 km2).
- Forêt d'Echou (domaniale).
- Forêt d'Écouen (1,05 km2).
- Forêt de Fausses-Reposes (6,16 km2, domaniale).
- Forêt de Ferrières (28,89 km2, régionale).
- Forêt de Fontainebleau (250 km2, en partie domaniale).
- Forêt de L'Isle-Adam (15 km2, domaniale).
- Forêt de Jouy (18 km2, en partie domaniale).
- Forêt de la Léchelle (en partie domaniale).
- Forêt de Malvoisine (9,8 km2, en partie domaniale).
- Forêt du Mans (2,97 km2, domaniale).
- Forêt de Marly (20 km2, en partie domaniale).
- Forêt de Meudon (11 km2, en partie domaniale).
- Forêt de Moisson.
- Forêt de Montgé (9,60 km2, en partie régionale).
- Forêt de Montmorency (22 km2, en partie domaniale).
- Forêt de Nanteau-Poligny (35 km2, en partie domaniale).
- Forêt de Notre-Dame (22 km2, en partie domaniale).
- Forêt de Rambouillet (220 km2, en partie domaniale).
- Forêt de Rosny (12,34 km2).
- Forêt de Rougeau (10,66 km2, régionale).
- Forêt de Sainte-Apolline (2,97 km2).
- Forêt de Saint-Germain-en-Laye (35 km2, en partie domaniale).
- Forêt de Saint-Martin.
- Forêt de Sénart (30 km2, en partie domaniale).
- Forêt de Sourdun (18,5 km2, en partie domaniale).
- Forêt des Trois Pignons (32 km2, domaniale).
- Forêt de Verrières (5,8 km2, domaniale).
- Forêt de Versailles (10,57 km2).
- Forêt de Villefermoy (40 km2, en partie domaniale).

### Martinique
403 km2 (153 km2 de forêt domaniale).
- Forêt départementalo-domaniale des Pitons du Carbet.
- Forêt départementalo-domaniale de la Montagne Pelée.
- Forêt domaniale du Littoral.
- Mangrove de la baie de Génipa.

### Nouvelle-Aquitaine

#### Charente
- Forêt d'Horte (100 km2, domaniale en partie).
- Forêt de la Braconne (40 km2, domaniale).
- Forêt de Boixe (20 km2).
- Forêt de Tusson (15 km2).
- Forêt de Dirac (15 km2).
- Forêt de Bois Blanc (7 km2, domaniale).

#### Charente-Maritime
- Double saintongeaise (300 km2), aussi en Charente.
- Forêt de la Coubre (79 km2, domaniale).
- Forêt de la Lande (50 km2).
- Forêt de Benon (33 km2, domaniale en partie).
- Forêt d'Aulnay (29 km2, domaniale), aussi dans les Deux-Sèvres.
- Forêt de Saint-Trojan (20 km2, domaniale).
- Forêt des Combots d'Ansoine (9 km2, enclave dans la Coubre).
- Forêt de Pons (5 km2).

#### Corrèze
- Douglaseraie des Farges (0,1 km2).
- Forêt de Blanchefort (2,13 km2)
- Forêt domaniale de Larfeuil (7,87 km2)

#### Deux-Sèvres
- Forêt de Chizé (34 km2, domaniale), aussi en Charente-Maritime.

#### Dordogne
- Forêt de la Bessède
- Forêt domaniale de Born
- Forêt de la Double (500 km2), aussi en Gironde.
- Forêt de la Faye (9,5 km2)
- Forêt de Feytaud (7,5 km2)
- Forêt du Landais
- Forêt domaniale de Lanmary
- Forêt de Liorac (24 km2)

#### Gironde
- Forêt des Landes (12 650 km2).

#### Haute-Vienne
- Forêt des Cars, forêt de Lastours.
- Forêt de Rochechouart.
- Forêt de Vieillecour, aussi en Dordogne.
- Forêt de Châteauneuf.

#### Landes
- Forêt des Landes (12 650 km2), aussi en Gironde et Lot-et-Garonne.

#### Lot-et-Garonne
- Forêt de Campet (17 km2).

#### Pyrénées-Atlantiques
- Forêt d'Iraty (173 km2).
- Forêt de Bastard (3 km2).

#### Vienne
- Forêt de Moulière (68 km2, domaniale en partie).
- Forêt de Saint-Sauvant.

### Occitanie

#### Aude
- Forêt de Fontfroide (77 km²).
- Forêt des Fanges (11,8 km²), en partie domaniale.
- Forêt de la Loubatière.

#### Aveyron
- Forêt d'Aubrac (26 km²)
- Forêt des Palanges.

#### Ariège
- Forêt de l'Artillac (4 km²)
- Forêt de Bélesta (Ariège) (10 km²).
- Forêt du Consulat de Foix.
- Forêt de Sainte-Croix-Volvestre (3 km²).

#### Haute-Garonne
- Forêt de Bouconne (28 km²).
- Forêt de Buzet (11 km²).
- Forêt du Haut Comminges.
- Forêt domaniale du Luchonnais.

#### Hautes-Pyrénées
- Forêt de Barousse.

#### Hérault
- Bois de Fontanilles[7].
- Forêt des Pierres Blanches à Sète (27 ha), domaniale

#### Lozère
- Forêt de Mercoire (110 km²).
- Forêt du Mont-Aigoual (150 km²), en partie domaniale (aussi dans le Gard).

#### Pyrénées-Orientales
- Forêt du Haut-Vallespir (100 km2), en partie domaniale.
- Forêt de la Matte (2,6 km²).

#### Tarn
- Forêt de Brassac.
- Forêt de La Garrigue.
- Forêt de Grésigne (36 km²).
- Forêt de Montaud.
- Forêt du Sidobre (88 km²).

#### Tarn-et-Garonne
- Forêt de Grand Selve.

### Pays de la Loire
- Bois des Vallons[réf. nécessaire].
- Bois de Bourgon.[réf. nécessaire]
- Bois de Couziers.

#### Loire-Atlantique
- Forêt d'Ancenis.
- Forêt de la Bretesche[8] (7,5 km²) (commune de Missillac), aussi appelée
  - Forêt de La Roche-Bernard[9]
- Forêt du Gâvre (45 km2, domaniale.
- Forêt de la Groulaie (commune de Blain).
- Forêt de Machecoul.
- Forêt de Juigné (aussi en Maine-et-Loire).
- Forêt de Princé (Chéméré/Chaumes-en-Retz).
- Forêt de Teillay[10] (23 km²) (Ruffigné, Rougé, ainsi que Teillay en Ille-et-Vilaine).
- Forêt de Touffou (Vertou et Le Bignon).
- Forêt de Vioreau (Joué-sur-Erdre)

#### Maine-et-Loire
- Forêt de Fontevraud avec une extension dans le département de la Vienne (Nouvelle-Aquitaine) :
  - Bois de Roiffé[11].
- Forêt de la Foucaudière[12] (5 km²) (Liré et trois autres communes).
- Forêt de Leppo.
- Forêt de Longuenée.
- Forêt de Milly, à l'ouest de Saumur.
- Forêt de Nuaillé.
- Forêt d'Ombrée (17 km2).
- Forêt de Saumur.
- Forêt de Vezins[13] (25 km²).

#### Mayenne
- Bois d'Hermet.
- Bois de Misedon (aussi en Ille-et-Vilaine)
- Forêt de Mayenne.
- Forêt de Charnie (aussi en Sarthe).
- Forêt de la Grande Charnie.
- Forêt de Concise, privée.
- Forêt de Multonne (aussi dans l'Orne)
- Forêt de Pail, privée.

#### Sarthe
- Forêt de Bercé (55 km2, en partie domaniale).
- Forêt de Bonnétable.
- Forêt de Charnie (aussi en Mayenne).
- Forêt de la Flèche.
- Forêt du Mans.
- Forêt de Perseigne (51 km2).

#### Vendée
- Forêt des Pays de Monts, domaniale.
- Forêt de Gralas.
- Forêt de Mervent-Vouvant.
- Forêt d'Olonne.

### Provence-Alpes-Côte d'Azur
- Forêt des cèdres du Luberon.
- Forêt des Dentelles de Montmirail.
- Forêt de l'Esterel.
- Forêt des Maures (80 km2, en partie domaniale).
- Forêt de Menton.
- Forêt du Mont-Ventoux (50 km2).
- Forêt de la Sainte-Baume (45 km2, en partie domaniale).
- Forêt domaniale de Pélenc.
- Forêt du Tanneron.

### La Réunion
2 512 km2 (989 km2 de forêt domaniale)
- Forêt de Bébour.
- Forêt de Bélouve.
- Forêt des Bénares.
- Forêt de Bois Blanc.
- Forêt du Cratère.
- Forêt de la Crête.
- Forêt de l'Étang-Salé.
- Forêt du Grand Brûlé.
- Forêt de Grand Coude.
- Forêt du Grand Matarum.
- Forêt des Makes.
- Forêt de la Mare à Joseph.
- Forêt de Mare Longue.
- Forêt Mourouvin.
- Forêt du Piton Papangue.
- Forêt de la Plaine des Lianes.
- Forêt de la Rivière des Remparts.
- Forêt des Tamarins.
- Forêt du Tapcal.
- Forêt du Tévelave.
- Forêt de Villeneuve.